# Kurixalus gracilloides
Kurixalus gracilloides — вид жаб родини веслоногих (Rhacophoridae). Описаний у 2020 році.

## Поширення
Ендемік В'єтнаму. Поширений у провінції Нгеан на півночі країни. Відомий лише з вторинного бамбукового лісу в національному парку Пумат

## Опис
Тіло завдовжки 28-31 мм. Ширина голови дорівнює її довжині. Морда округла, без шкірних виступів. Верхня частина тіла золотисто-коричнева з темними цятками. Нижня частина тіла біла.